# Le Vernet, Haute-Loire
Le Vernet är en kommun i departementet Haute-Loire i regionen Auvergne-Rhône-Alpes i centrala Frankrike. Kommunen ligger i kantonen Loudes som tillhör arrondissementet Le Puy-en-Velay. År 2022 hade Le Vernet 22 invånare.

## Befolkningsutveckling
Antalet invånare i kommunen Le Vernet
| Referens: INSEE |